# Saeid Marouf
Mir Saeid Marouf Lakrani, noto semplicemente come Saeid Marouf (in persiano میر سعید معروف لكرانی‎; Urmia, 20 ottobre 1985), è un pallavolista iraniano, palleggiatore del Fenerbahçe.

## Palmarès

### Club
- Campionato iraniano: 3

2004-05, 2011-12, 2013-14
- Campionato russo: 1

2014-15
- Campionato cinese: 1

2020-21
- Campionato asiatico per club: 2

2014, 2022
- Champions League: 1

2014-15

### Nazionale (competizioni minori)
- Campionato asiatico e oceaniano under 18 2003
- Campionato mondiale under 19 2003
- Campionato asiatico e oceaniano under 20 2004
- Coppa asiatica 2008
- Coppa asiatica 2010
- Giochi asiatici 2010
- Giochi asiatici 2014
- Giochi asiatici 2018

### Premi individuali
- 2008 - Qualificazioni mondiali ai Giochi della XXIX Olimpiade: Miglior palleggiatore
- 2009 - Campionato Asiatico: Most Popular Player
- 2010 - Coppa asiatica: Miglior palleggiatore
- 2012 - Qualificazioni mondiali ai Giochi della XXX Olimpiade: Miglior palleggiatore
- 2013 - Campionato Asiatico: Miglior palleggiatore
- 2013 - Campionato Asiatico: MVP
- 2014 - World League: Miglior palleggiatore
- 2014 - Sportivo iraniano dell'anno
- 2015 - Sportivo iraniano dell'anno
- 2015 - Miglior pallavolista iraniano dell'anno del calendario iraniano
- 2016 - Qualificazioni mondiali ai Giochi della XXXI Olimpiade: Miglior palleggiatore
- 2016 - Le Monde:Miglior sportivo asiatico dell'anno
- 2017 - Miglior pallavolista iraniano dell'anno del calendario iraniano
- 2019 - Campionato asiatico e oceaniano: Miglior palleggiatore
- 2021 - Chinese Volleyball Super League: Miglior giocatore straniero
- 2022 - Campionato asiatico per club: MVP
- 2022 - Campionato asiatico per club: Miglior palleggiatore